# بلدية ليلا
ليلا أو بلدية ليلا (بالتاغالوغية: Bayan ng Lila)‏ هي بلدة تقع ضمن مقاطعة بوهول، الفلبين. يبلغ عدد سكانها 12،240 نسمة حسب تعداد 2020. تتكون المدينة من 18 قرية، 10 منها ساحلية و8 داخلية.

## المناخ
| البيانات المناخية لـبلدية ليلا    | البيانات المناخية لـبلدية ليلا | البيانات المناخية لـبلدية ليلا | البيانات المناخية لـبلدية ليلا | البيانات المناخية لـبلدية ليلا | البيانات المناخية لـبلدية ليلا | البيانات المناخية لـبلدية ليلا | البيانات المناخية لـبلدية ليلا | البيانات المناخية لـبلدية ليلا | البيانات المناخية لـبلدية ليلا | البيانات المناخية لـبلدية ليلا | البيانات المناخية لـبلدية ليلا | البيانات المناخية لـبلدية ليلا | البيانات المناخية لـبلدية ليلا |
| الشهر                             | يناير                          | فبراير                         | مارس                           | أبريل                          | مايو                           | يونيو                          | يوليو                          | أغسطس                          | سبتمبر                         | أكتوبر                         | نوفمبر                         | ديسمبر                         | المعدل السنوي                  |
| --------------------------------- | ------------------------------ | ------------------------------ | ------------------------------ | ------------------------------ | ------------------------------ | ------------------------------ | ------------------------------ | ------------------------------ | ------------------------------ | ------------------------------ | ------------------------------ | ------------------------------ | ------------------------------ |
| متوسط درجة الحرارة الكبرى °م (°ف) | 28 (82)                        | 29 (84)                        | 30 (86)                        | 31 (88)                        | 31 (88)                        | 30 (86)                        | 30 (86)                        | 30 (86)                        | 30 (86)                        | 29 (84)                        | 29 (84)                        | 29 (84)                        | 30 (85)                        |
| متوسط درجة الحرارة الصغرى °م (°ف) | 23 (73)                        | 22 (72)                        | 23 (73)                        | 23 (73)                        | 24 (75)                        | 25 (77)                        | 24 (75)                        | 24 (75)                        | 24 (75)                        | 24 (75)                        | 23 (73)                        | 23 (73)                        | 24 (74)                        |
| الهطول مم (إنش)                   | 102 (4.0)                      | 85 (3.3)                       | 91 (3.6)                       | 75 (3.0)                       | 110 (4.3)                      | 141 (5.6)                      | 121 (4.8)                      | 107 (4.2)                      | 111 (4.4)                      | 144 (5.7)                      | 169 (6.7)                      | 139 (5.5)                      | 1٬395 (55.1)                   |
| متوسط الأيام الممطرة              | 18.6                           | 14.8                           | 16.5                           | 16.7                           | 23.9                           | 26.4                           | 25.6                           | 24.1                           | 24.4                           | 26.3                           | 23.7                           | 20.5                           | 261.5                          |
| المصدر: Meteoblue                 |                                |                                |                                |                                |                                |                                |                                |                                |                                |                                |                                |                                |                                |

## معرض الصور

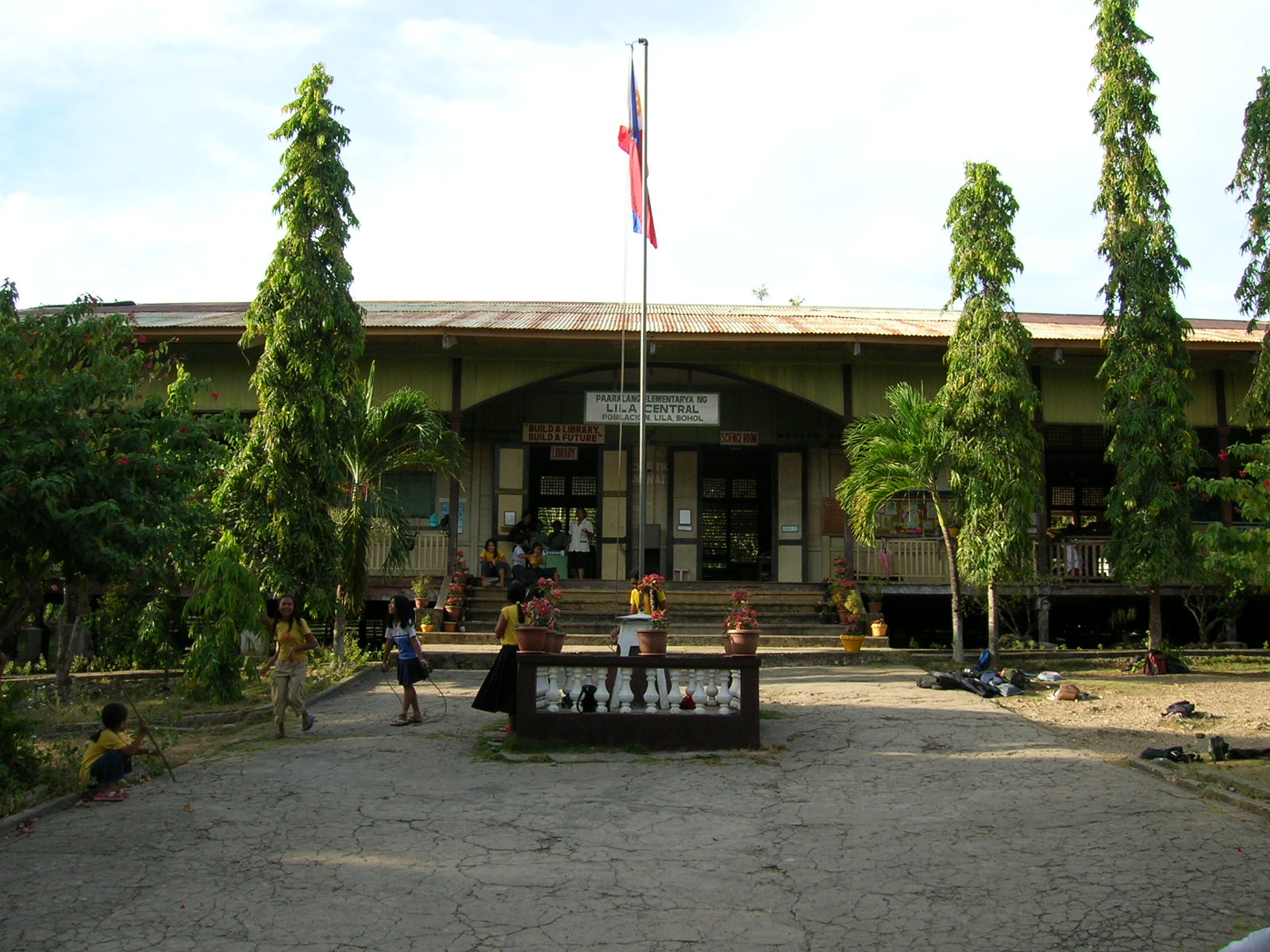
مدرسة ابتدائية في بوبلاسيون، ليلا
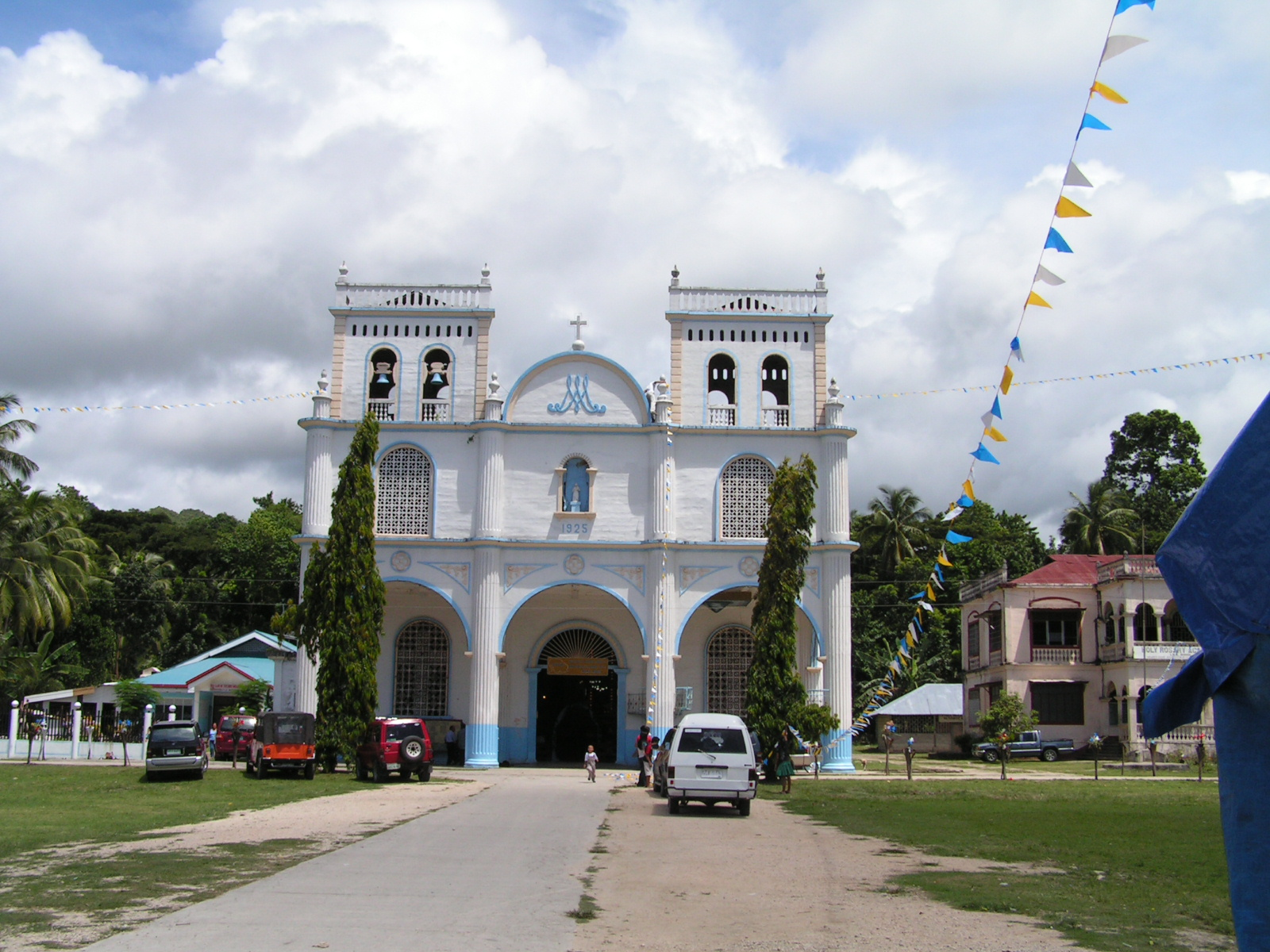
الكنيسة الكاثوليكية
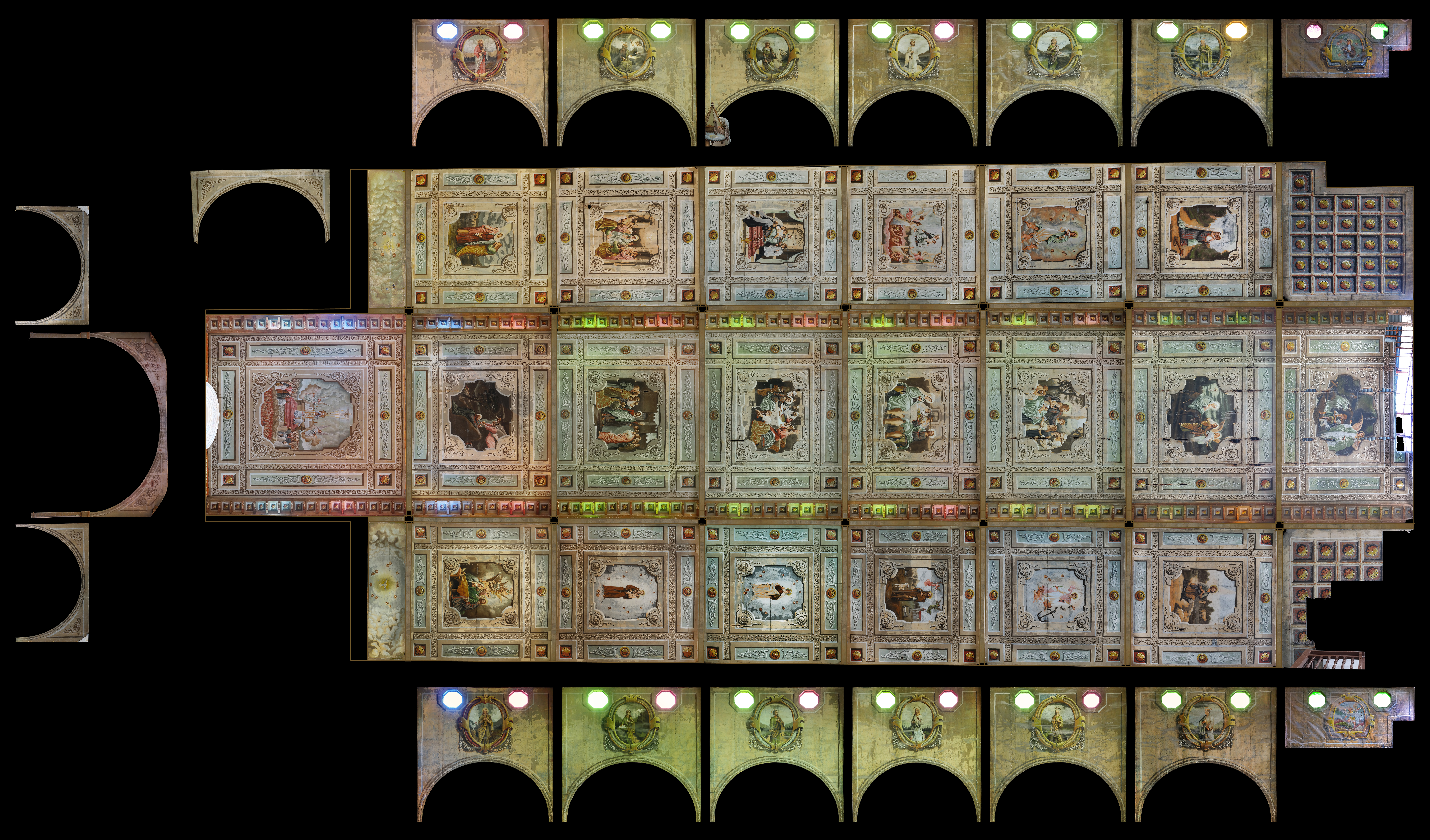
سقف كنيسة ليلا